# Pattinaggio artistico su ghiaccio a coppie

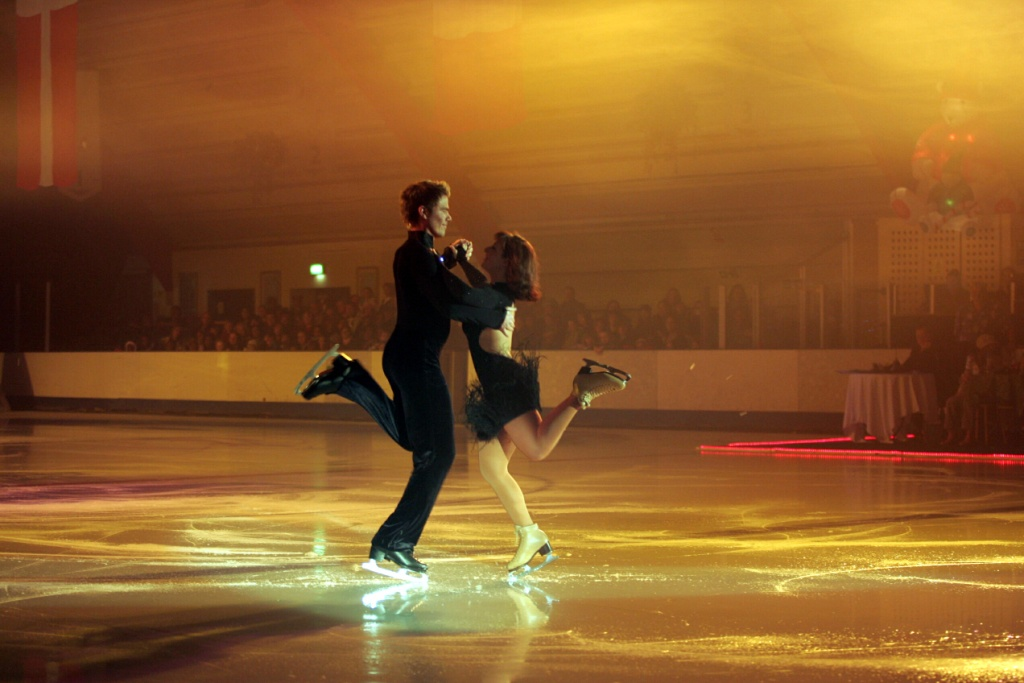
Coppia di pattinatori in esibizione

Il pattinaggio artistico su ghiaccio a coppie è una specialità del pattinaggio di figura. Le gare consistono in un programma corto che copre il 33,3% del punteggio finale e un programma libero che va a coprire il restante 66,7%.
Nel programma originale ciascuna coppia deve esibirsi in otto figure durante lo svolgimento della gara. Gara che non può mai superare i due minuti e 30 secondi. Le coppie sono libere di scegliere la base musicale e il modo di connettere tra loro le figure. 
Nel programma libero, la cui durata è di 4 minuti e 30 secondi, con uno scarto di 10 secondi in più o in meno, non sono previste figure fisse, anche se esistono dei regolamenti precisi su cosa è permesso eseguire e sul numero massimo di elementi che è possibile presentare, la coppia viene giudicata in base alla qualità della propria gara e delle difficoltà inserite.